# Matt Western
Pour les articles homonymes, voir Western.
Matthew Raymond Western (né en novembre 1962) est un homme politique du parti travailliste britannique qui est député pour Warwick et Leamington depuis 2017.

## Jeunesse
Western fait ses études à St Albans et obtient un baccalauréat en géographie de l'Université de Bristol en 1984.
Avant d'entrer en politique, Western occupe divers postes de direction au cours d'une carrière de 24 ans chez Peugeot au Royaume-Uni et à Paris, en France. Il est spécialisé dans les finances, les achats et le marketing.

## Carrière politique
Western entre en politique relativement tard dans la vie et est élu pour la première fois dans le quartier de Leamington Willes du Warwickshire County Council en 2013. Western est réélu en 2017 peu de temps avant de devenir député. Il démissionne de son poste de conseiller en mars 2018,. Alors qu'il est conseiller, Western se porte volontaire comme mentor de carrière à l'école Campion de Leamington Spa.
En tant que député, Western siège au Comité spécial du commerce international depuis septembre 2017 et au Comité du logement, des collectivités et des gouvernements locaux depuis février 2018. Western est le président de la Campagne parlementaire pour le logement du conseil, qui vise à augmenter le nombre de logements du conseil en construction et à représenter les intérêts des locataires du conseil, et est également membre du groupe parlementaire interpartis sur les étudiants,.
En février 2019, Western propose un projet de loi visant à limiter les heures de conduite effectuées par les chauffeurs de bus sur les itinéraires locaux. Le projet de loi, connu sous le nom de loi Rowan, est présenté en réponse à un accident de bus mortel en 2005 à Coventry. L'épuisement du conducteur aurait joué un rôle dans l'accident, et la loi de Rowan a cherché à empêcher toute tragédie future similaire,.
En août 2019, Western est signataire d'une lettre appelant le secrétaire général de l'ONU Antonio Guterres à intervenir et à empêcher la révocation par l'Inde de l'article 370 concernant l'autonomie de la province du Cachemire . La lettre exhortait «les Nations Unies à faire tout ce qui est en leur pouvoir pour désamorcer» la situation.
En octobre 2019, Western est signataire d'une lettre appelant le Parti travailliste à adopter des plans de construction de 100000 logements sociaux, conformément aux propositions de la Campagne syndicale pour les logements sociaux. La politique est ensuite reprise par le Parti travailliste dans son manifeste.
En mars 2021, Western est nommé ministre de l'ombre pour la formation continue et les universités après la démission d'Emma Hardy.

## Vie privée
Western vit à Leamington avec sa femme Rebecca Earle, professeur d'histoire à l'Université de Warwick.